# 加州大学圣迭戈分校全球政策与战略学院

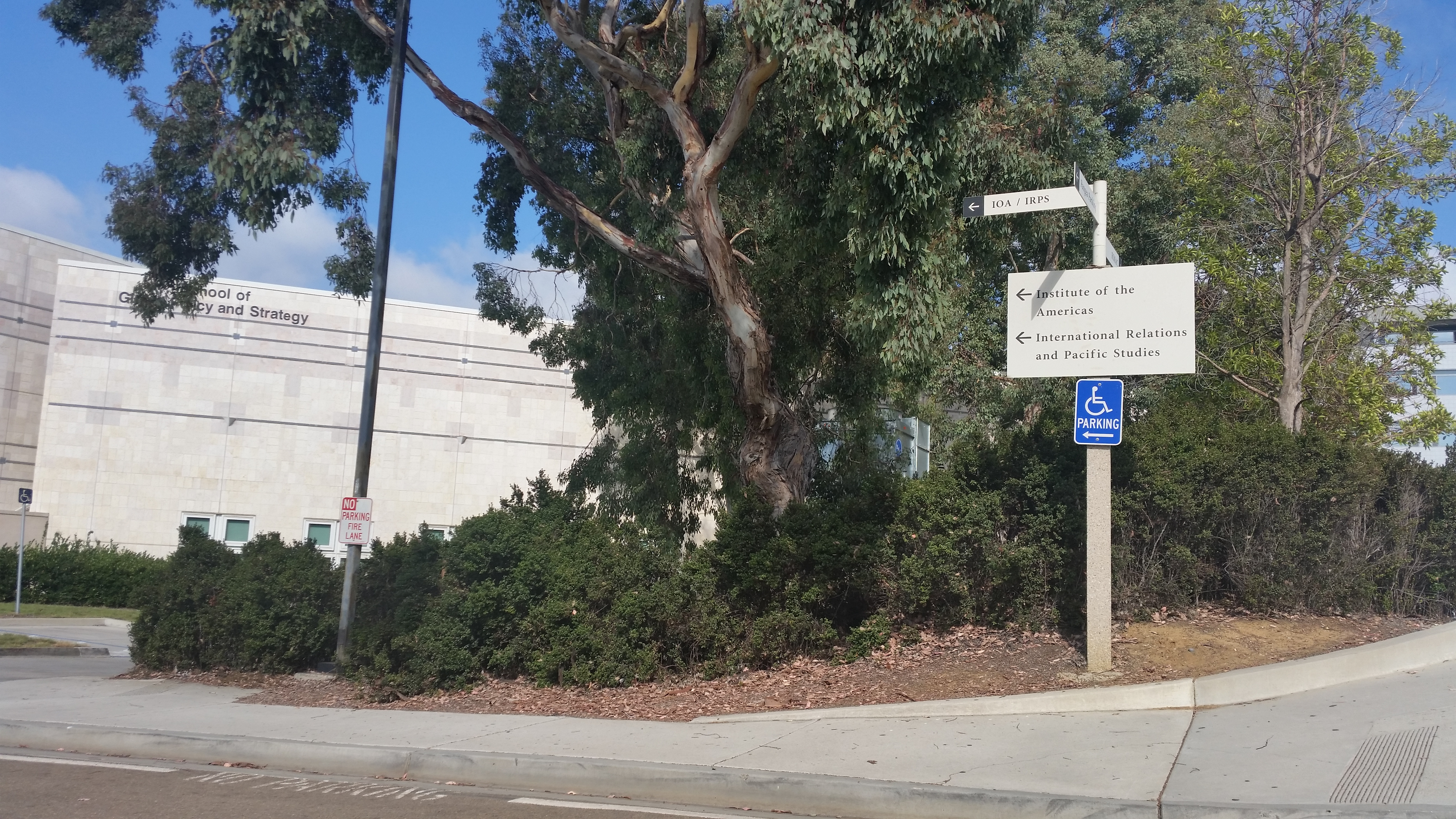
學院西南角剪影

聖地牙哥加利福尼亞大學全球政策與戰略學院（School of Global Policy and Strategy），前身為國際關係與太平洋研究學院（IR / PS），致力於國際事務、經濟學和政策教育的研究。
它是專注于亞洲和美洲的專業國際事務學院。課程融合了三種專業學校的傳統 - 國際關係學院，公共政策和管理學院。 2015年5月，加州大學聖地牙哥分校宣佈國際關係與太平洋研究學院將擴大其重點並成為全球政策和戰略學院，其太平洋新興經濟中心將擴展成為全球轉型中心。
全球政策與戰略學院是國際事務專業學校協會（Association of Professional Schools of International Affairs）的正式成員。在2015年《外交政策》雜誌的頂尖國際事務學校的排名上，其博士、碩士和學士學位課程在全球排名第7、第13和第13位。